# Melaleuca groveana
Melaleuca groveana är en myrtenväxtart som beskrevs av Edwin Cheel och Cyril Tenison White. Melaleuca groveana ingår i släktet Melaleuca och familjen myrtenväxter. Inga underarter finns listade i Catalogue of Life.